# Vilne, Mașivka
Vilne (în ucraineană Вільне) este un sat în comuna Novîi Tahamlîk din raionul Mașivka, regiunea Poltava, Ucraina.

## Demografie
Componența lingvistică a localității Vilne
     Ucraineană (97,6%)
     Română (2,4%)
Conform recensământului din 2001, majoritatea populației localității Vilne era vorbitoare de ucraineană (97,6%), existând în minoritate și vorbitori de română (2,4%).